# Massacre de Çorum
Les massacres de Çorum (en turc : Çorum Katliamı), parfois appelés euphémiquement évènements de Çorum (en turc : Çorum Olayları), sont une série d'incidents sanglants survenus entre mai et juillet 1980 dans province de Çorum en Turquie. 
Pour venger la mort de Gün Sazak (en) (ancien vice-président du MHP et ministre des Douanes et des Monopoles (en)), assassiné par des militants d'extrême gauche le 27 mai 1980, des Loups gris commencent à organiser des descentes dans le quartier à majorité alévie de Milönü et y tuent régulièrement des alévis et/ou des militants de gauche en plus d'y commettre d'autres actions violentes (pillages, destructions, incendies etc.). 
57 personnes (majoritairement alévies) sont tuées et des centaines d'autres blessées dans les massacres selon un bilan officiel établi par les autorités turques. 